# Lea Kurka
Lea Kurka (* 29. August 1991 in Wuppertal) ist eine deutsche Schauspielerin.
2001 spielte sie die junge Regina Redlich in dem Film Nirgendwo in Afrika, der den Oscar als bester fremdsprachiger Film gewann. Sie war außerdem in den TV-Filmen Lottoschein ins Glück (2003), Amundsen der Pinguin (2003), Die Heilerin (2004) und in Allein gegen die Angst (2006) zu sehen.
Im Jahr 2003 erhielt sie den Eurgio-Preis als beste Nachwuchsdarstellerin. 2005 erfolgte eine Nominierung für den Undine Award als beste jugendliche Schauspielerin im Fernsehfilm Die Heilerin.

## Filmografie (Auswahl)
- 2001: Nirgendwo in Afrika
- 2003: Amundsen der Pinguin
- 2004: Die Heilerin
- 2007: Die Gipfelstürmerin